# Кореневий граф
У теорії графів кореневим графом називають граф, у якому одна вершина позначена, щоб відрізняти її від інших вершин. Цю особливу вершину називають коренем графу:454
Число кореневих графів для 1, 2, ... вершин дорівнює 1, 2, 6, 20, 90, 544, ... (послідовність A000666 з Онлайн енциклопедії послідовностей цілих чисел, OEIS).
Кореневі графи можна комбінувати за допомогою кореневого добутку графів .

## Кореневі дерева
Кореневе дерево - дерево, в якому виділено одну вершину (корінь дерева). Формально кореневе дерево визначають як скінченну множину {\displaystyle T} одного або більше вузлів з такими властивостями:
1. існує один корінь дерева {\displaystyle T} ;
2. інші вузли (за винятком кореня) розподілені серед {\displaystyle m\geq 0} неперетинних множин {\displaystyle T_{1},...,T_{m}}, і кожна з множин є кореневим деревом; дерева {\displaystyle T_{1},...,T_{m}} називають піддеревами даного кореня {\displaystyle T}.

## Пов'язані визначення
- Рівень вузла - довжина шляху від кореня до вузла. Можна визначити рекурсивно:

1. рівень кореня дерева {\displaystyle T} дорівнює 0;
2. рівень будь-якого іншого вузла на одиницю більший, ніж рівень кореня найближчого піддерева дерева {\displaystyle T}, що містить цей вузол.

- Дерево із позначеною вершиною називають кореневим деревом.
  - {\displaystyle m}-й ярус дерева {\displaystyle T} - множина вузлів дерева, на рівні {\displaystyle m} від кореня дерева.
  - частковий порядок на вершинах: {\displaystyle u\prec v}, Якщо вершини {\displaystyle u} і {\displaystyle v} різні і вершина {\displaystyle u} лежить на (єдиному! ) елементарному ланцюгу, що з'єднує корінь з вершиною {\displaystyle v}.
  - кореневе піддерево з коренем {\displaystyle v} - підграф {\displaystyle \{v\}\cup \{w\mid v<w\}}.
  - У контексті, де передбачається, що дерево має корінь, дерево без виділеного кореня називається вільним.